# Blake Cooper
Blake Cooper (Atlanta, 10 oktober 2001) is een Amerikaans acteur. Hij speelde in diverse films en series, waaronder The Maze Runner, Measure of a Man en The Game.

## Filmografie

### Film
- 2012: Parental Guidance, als student
- 2014: Prosper, als Micah Stubaker
- 2014: The Maze Runner, als Chuck
- 2016: The Late Bloomer, als Josh
- 2018: Measure of a Man, als Bobby Marks
- 2020: Chance, als Chance Smith

### Televisie
- 2012: The Game, als jong kind
- 2012: Necessary Roughness, als Ethan
- 2012: It's Supernatural, als jonge Shane Warren
- 2015: Cocked, als Xander Paxson

## Prijs
In juni 2019 won Blake Cooper, voor zijn acteerwerk in de film Measure of a Man, de juryprijs in de categorie Beste jeugdoptreden in een speelfilm voor de jeugd tijdens de 59e editie van de Zlín Film Festival.